# Knüllköpfchen
Das Knüllköpfchen, auch Knüllkopf genannt, ist eine Basaltkuppe und mit 628 m ü. NHN der zweithöchste Berg des Knüllgebirges (Knüll). Er befindet sich im Schwalm-Eder-Kreis in Hessen in Deutschland.
Da man das Gebirge bis ins 20. Jahrhundert hinein in einem wesentlich engeren Bereich definierte, wird das Knüllköpfchen in einigen Quellen auch als höchster Berg des Knüllgebirges bezeichnet.

## Geographische Lage
Das Knüllköpfchen liegt im Nordwestteil der Gemarkung der Stadt Schwarzenborn. Seine weitgehend waldfreie Gipfelkuppe zieht sich gut 500 Meter nach Südsüdwesten in die Länge und wird 600 Meter weiter östlich von der mit einem Wäldchen bestandenen Gipfelkuppe des Waldknüll (624,4 m ü. NHN) als Nebengipfel begleitet. Einen weiteren Begleiter hat die Gipfelhöhe mit dem bewaldeten Wilsberg (598 m ü. NHN), dessen Kuppe sich 1500 Meter weiter südsüdwestlich erhebt. Das Knüllköpfchen befindet sich etwa 20,5 km (Luftlinie) westlich von Bad Hersfeld, 14,5 km östlich von Schwalmstadt und 13 km südlich von Homberg (Efze). Knapp 1,9 km südöstlich seines Gipfels liegt die Kernstadt von Schwarzenborn, mit dessen Weiler Richberg auf dem Nordwesthang, und etwa 7,5 km südöstlich erhebt sich als höchster Berg des Knüllgebirges der Eisenberg (635,5 m ü. NHN). Am Nordhang des Knüllköpfchens entspringt der Hergetsbach, am Südhang entsteht einer von zwei Quellbächen der Efze und am Westhang die Steina.

## Geologie
Der Gipfel des Knüllköpfchens besteht aus Alkali-Olivinbasalt (früher Trachydolerit genannt), einem mäßig kieselsäurearmen Basaltgestein. Er wird gedeutet als durch Erosion freigestellte Gangerweiterung eines in eine ausgedehnte Tuffdecke sekundär eingedrungenen Basaltgangs. Die Umgebung bildet eine ausgedehnte Decke aus locker gelagerten, geschichteten, frisch rot gefärbtem Tuff mit zahlreichen unregelmäßig abgegrenzten Basaltintrusionen. Es handelt sich um eine Erscheinungsform des miozänen Vulkanismus des nordhessischen Vulkangebiets nördlich des Vogelsbergs. Die einstigen Vulkangebäude selbst, vermutlich vom Typus eines Schlackenkegels, sind hier schon vor langer Zeit abgetragen worden, ihre einst im Nebengestein verborgenen tieferen Stockwerke durch die Erosion freigelegt worden.

## Infrastruktur und Kultur
In unmittelbarer Nähe des Gipfels befindet sich das Boglerhaus, eine Jugendherberge mit angeschlossener Gastronomie. Sie steht auf dem Platz der ehemaligen Bogler-Kate, die dem Maler der Knülllandschaft Friedrich Wilhelm Bogler gehörte. Der Parkplatz am Boglerhaus ist über die Landstraße von Ziegenhain nach Schwarzenborn bzw. von Westen und Nordwesten über die Landstraße von Frielendorf erreichbar. Neben dem Boglerhaus befindet sich das KnuellCamp, eine christliche Freizeit- und Bildungsstätte mit Campingplatz und einer Jausenstation. Gleich angrenzend an das Gelände neben Stahlfachwerkturm befindet sich das Informationszentrum des Knüllgebirgsvereins, am Nordwesthang liegen ein kleiner Windpark mit fünf Windkraftanlagen und der Weiler Richberg.
Das früher am Mosenberg bei Homberg (Efze) veranstaltete überregional bekannte Sommermusikfest fand zwischen 2006 und 2018 alljährlich im KnüllCamp und im Boglerhaus statt.

## Türme

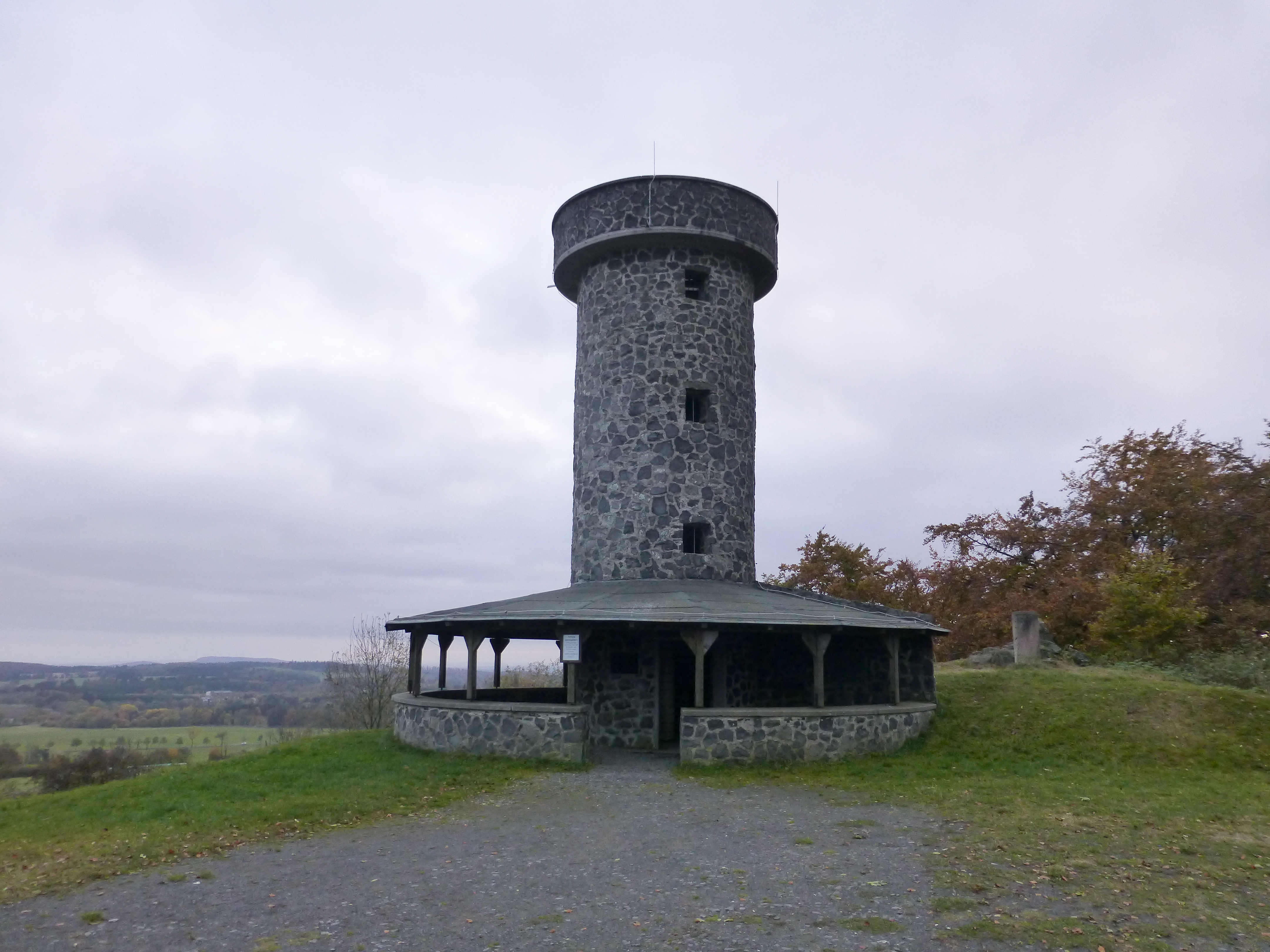
August-Franke-Turm; rechts hinter dem Turm der felsige Gipfel des Knüllköpfchens und ein historischer Vermessungspunkt

Auf dem Berg steht ein 12 Meter hoher Aussichtsturm. 1978 als Knüllturm errichtet wurde er 1984 in August-Franke-Turm umbenannt. Weiterhin befindet sich westlich, etwas unterhalb des Gipfels ein 46 Meter hoher in Stahlfachwerkbauweise ausgeführter Sendeturm der Deutschen Bundespost. Er dient der Funkübertragung und wird auch von einer Ortsgruppe des Amateur-Radio-Clubs genutzt.

## Aktivitäten
Der Berg ist ein beliebtes Ausflugsziel in der Region, mit einem gut ausgebauten Netz von Wanderwegen wie dem Löwenweg, welches den gesamten Knüll erschließt. Seit 2007 unterhält der Knüllgebirgsverein ein Informationszentrum mit Vereinsarchiv auf dem Berg. Im Winter gibt es eine gespurte Loipe.

## Zwischenfälle
Am 14. Januar 1959 zerschellte ein Hubschrauber des Typs Piasecki H-21C der deutschen Heeresflieger (Luftfahrzeugkennzeichen PA+217) in dichtem Nebel am 
Knüllköpfchen. Der Hubschrauber der Heeresfliegerstaffel des Heeresflugplatzes Fritzlar befand sich auf einem Such- und Rettungseinsatz (SAR) im Zusammenhang mit einer verunglückten Dornier Do 27 der Heeresflieger (PG+104). Alle 8 Insassen wurden bei diesem CFIT (Controlled flight into terrain) getötet.